# フランスにおける封建制の廃止

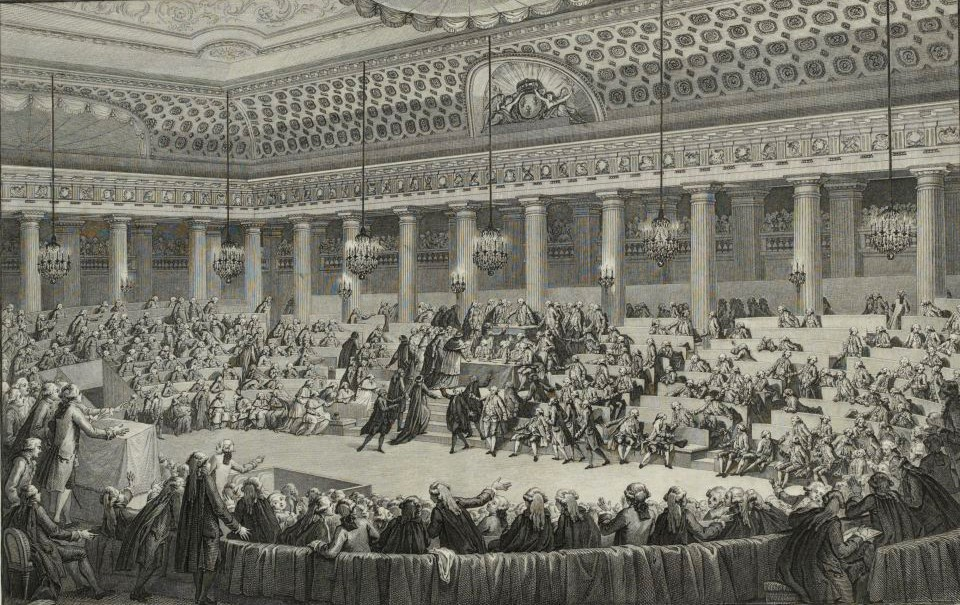
1789年8月4日夜の会議 シャルル・モネ画 フランス革命博物館 蔵。

フランスにおける封建制の廃止（フランスにおけるほうけんせいのはいし）とは、フランス革命の中心となる出来事の1つであり、当時フランスに残っていた封建制およびこれに基づく古い規則、税および特権の廃止を定めた法令の制定などの措置を指す。1789年8月4日の夜、憲法制定国民議会は「（憲法制定）国民議会は封建制を完全に廃止する」と宣言し、第二身分（貴族）の特権と第一身分（聖職者）が徴収する十分の一税を廃止した。13の地方高等法院を基盤とした古い司法制度は1789年11月に中断され、最終的に1790年に廃止された。

## 議会での議論
1789年8月3日、デギュイヨン公爵はブルトン・クラブで封建的特権とそれに基づく個人に対する拘束の廃止を提案し、翌8月4日の夜には、ノアイユ子爵が、地方での平穏を回復するために貴族の特権を廃止することを提案した。
第一身分の議員たちは、最初は嫌々ながらこの夜の愛国的な興奮に参加したが、最終的にはナンシーとシャルトルの司教が特権を犠牲にした。ギー＝ル・グエン・ド・ケランガル、ボアルネ子爵、ジャン＝バティスト・ジョゼフ・ド・ルベルサック、ド・ラ・ファール司教らはバナリテ（領主が水車など領民の生活に必要な設備を占有し、これを強制的に領民に使用させて使用料を徴収する権利）、領主裁判権、狩猟法、教会の特権を廃止することを提案した。

## 歴史家による分析
歴史家ジョルジュ・ルフェーブルはこの夜に行われたことを次のように要約している。
「議会は、議論ぬきで熱狂的に課税の平等と個人の隷属を含むそれら以外のすべての領主権－それは後に無償で廃止されることになった－の買い戻しを採択した。
他の提案－法律上の刑罰の平等、すべての人の公職への登用、売官制の撤廃、償還を前提とした支払いへの十分の一税の転換、信仰の自由、複数の聖職禄を持つことの禁止、聖職禄取得金（聖職者が叙品された年の所得を教皇と自分を叙品した司教に納めること）の廃止。最後の犠牲として、地方や町に与えられた特権－も同様の成功をさらに追加した」。  
数時間のうちに、フランスは狩猟法、領主裁判権、官職（特に司法官職）の購入、金銭免除の売買、税制上の優遇措置、聖職者が教会に納める各種の納付金の廃止、複数の聖職禄の保有の禁止、そして不相応な年金を廃止した。 町、地方、社団、都市もそれぞれの特権を犠牲にした。この日を記念するメダルが造られ、議会はルイ16世を「フランスの自由の復興者」と宣言した。フランソワ・フュレは、1789年8月の決定がその後も生き残り、近代フランスを創り出したテキストの不可欠な部分となったことを強調している。
「これらの決定は貴族社会をその従属や特権の構造とともにすっかり破壊した。それはこうした構造を、法律で禁じられていないことを自由に行う近代の自律的な個人に置き換えた。....革命は非常に早い段階から、それ自身が持つ根本的な個人主義によって特徴づけられた」。
フランソワ・ミニエが「サン・バルテルミの虐殺」と呼んだこの出来事は、当時の人々や歴史家の分析においてしばしば誇張されている。法令の本当の意味については、その後議会内の雰囲気が、何ヶ月ものあいだ混乱に支配された地方と同様に騒然としたものとなったため、1790年3月5日に封建領地委員会が報告を行うまでは、8月4日の夜が実際に作り出したものは公式なものとはされていなかった。委員会は元の法令では明示的に禁止されていたマンモルトを再導入し、その支払いのために、土地に直結した実質利益のための償還率を設定したが、それは年間の地代の30倍に相当したため、大多数の農民はそれを支払うことはできなかった。
ロシアのアナキスト、ピョートル・クロポトキンは次のように書いている。 
「議会は熱狂のあまり行き過ぎた。そしてこの熱狂の中で、誰も封建的特権と十分の一税を償還する条項には言及しなかった。2人の貴族と2人の司教がこの恐ろしく曖昧な条項を自分たちの演説の中で紹介したが、実際には、封建的特権の廃止は5年間- 1793年8月まで延期された」。
クロポトキンは、「封建的特権は残った」と主張して、他の歴史家を軽蔑する。「歴史的な伝説は、優しくこの夜を飾るために利用されている。そして歴史家の多くは、同時代の数人の人々から与えられた物語をコピーして、それを熱意と聖人のような自己放棄に満ちた夜として描いている」。

## 8月の諸法令

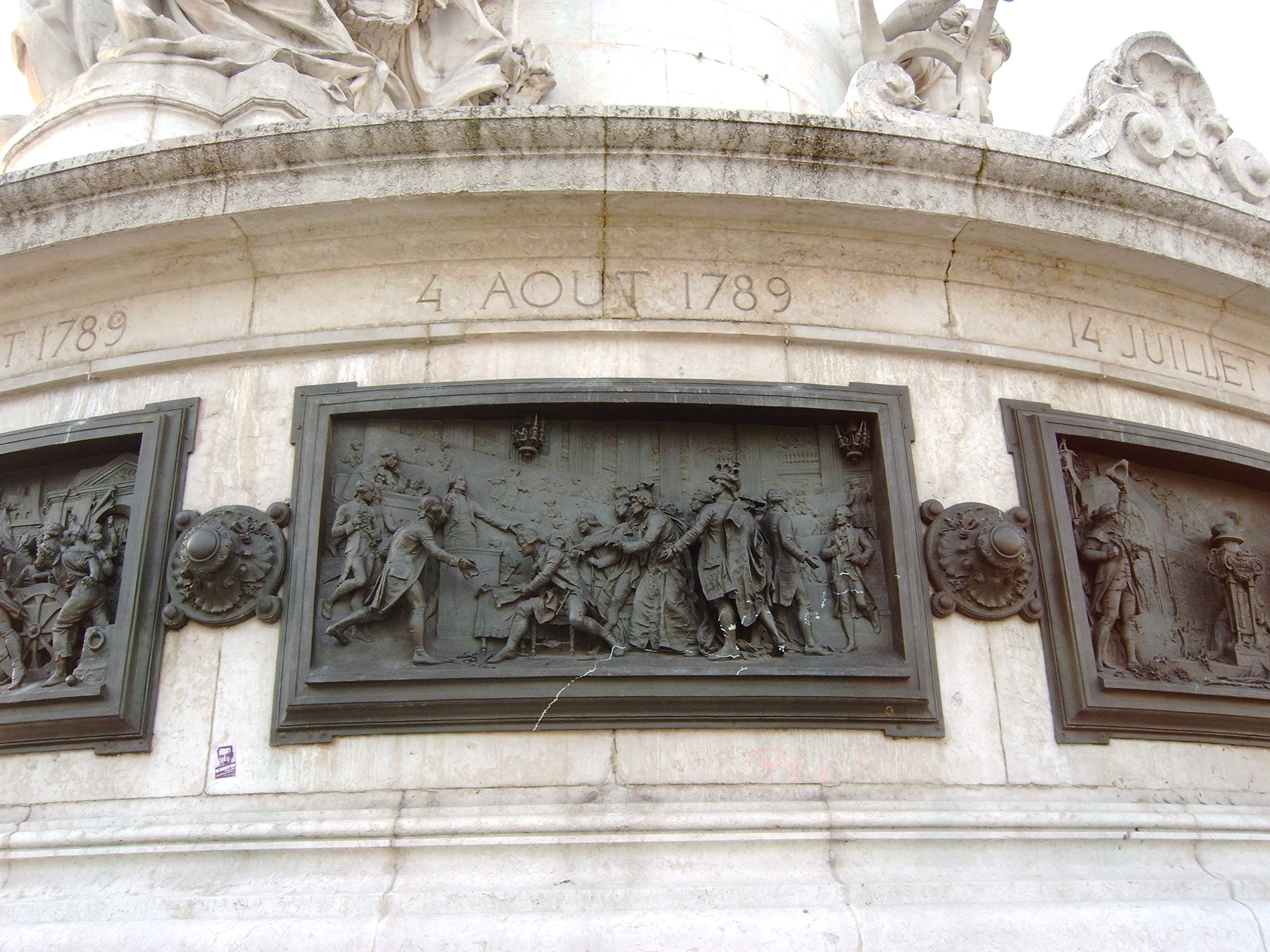
8月の諸法令への署名 — レリーフに表された革命の出来事 レピュブリック広場。

8月の諸法令は1789年8月4〜11日にフランス革命時の憲法制定国民議会によって制定された19の法令であり、 封建制の廃止、貴族の他の特権、および領主の権利に関して18の法令または条項が採択された。

### 背景
1789年7月14日のバスティーユの崩壊に続いて、大規模な騒動がパリから地方に広がった。貴族の家族が攻撃を受け、多くの貴族の館が焼かれた。修道院や城も攻撃され、破壊された。大いなる恐怖の季節 - 大恐怖 - は社会的なヒステリーと、自分が次の犠牲者になるかも知れないという不安を特徴としていた。多くの場合、暴力は浮浪者や飢えた農民によってではなく、自分たちの主張のためにこの機会を利用しようとする地元の住民によって始まった。 
大恐怖は、フランス政府の脆弱性を露呈した。その中央には権威がなかった。長期にわたる暴動や虐殺は、事態が制御不可能なものになるかも知れないという全国的な不安につながった。それは、この国がそれまでに経験したことのないものだった。 
1789年7月下旬までに、フランス全土から農民反乱の報告が殺到したことから、議会は怒れる農民をなだめて平和と調和を促すため、国の社会的なパターンを改革することを決定した。議論は8月4日の夜を通して続けられ、5日の朝、議会は封建制を廃止し、多くの聖職者と貴族の権利と特権を排除した。8月の諸法令は最終的にはその1週間後に完成した。

### 法令
8月11日に改訂されたリストが公表された。

### 影響
8月の諸法令は、民衆を沈静化し、礼節ある態度を奨励するという考えのもとで宣言された。しかし、8月の諸法令は、その後2年間に何度も繰り返し改訂された。ルイ16世はその手紙に「...第一身分と第二身分のとった高貴かつ寛大な措置…」に深い満足を表明し、彼らは「フランス全体の和解のために大きな犠牲を払った」と書いている。しかし、その一方で、彼は続けて「犠牲は素晴らしいものでしたが、私はそれを賞賛することはできませんし、聖職者とわが貴族が受けた侮辱に私は決して同意しません...彼らから奪いとる法令に私が認可を与えることは決してありません。なぜなら、そのためにフランスの人々はいつの日か、不公正や弱さを理由に私を非難するかも知れないからです」と書いている。フランスの貴族や聖職者はその地位を失ったわけではなく、この損失に対して適切な賠償を得ている。 一方、8月の諸法令は、議会による人権宣言に道を開いた。
当初、農民は領主に対する貢租の償還金を支払うことになっていた。これらの貢租はフランスの農地の4分の1以上に影響を及ぼし、大規模な地主の収入の大半をもたらしていた 。農民の多くはその支払いを拒否し、1793年に義務は取り消された。こうして農民たちは土地を無償で手に入れ、さらに教会にも十分の一税をもはや納めなくなった。
D. M. G. サザーランドは、小作農と地主のその後について調査した。農民はもはや教会に十分の一税を納めなくなったが、地主は以前の十分の一税と同じ金額だけ地代を上げることができた。その後、中央政府は地租を上げることによって、地主の新しい収入に課税した。サザーランドは、小作農は地代が高くなり、税金が重くなったという点で実質的に2倍の支出を行ったと結論している。多くの農民は負担を回避しようとした。しかし長期的には、小作農と地主の負担は生産性の大幅な上昇によって大きく相殺され、すべての人がより豊かになった 。